# Vela en los Juegos Panamericanos

Vela

La vela es uno de los deportes practicados en los Juegos Panamericanos desde la primera edición que se celebró en Buenos Aires en Argentina en 1951, y ha sido incluida en todas las ediciones excepto en México 1955.

## Eventos
Las clases de embarcaciones que compiten han variado a lo largo del tiempo.
En la primera edición, en 1951, solamente hubo dos clases, la Star y la Snipe. En 1959 se añadieron las clases Lightning, Finn, Dragon, 5,5 metros y Flying Dutchman. En 1963 se quitó la clase 5,5 metros. En 1967 se quitaron las clases Dragon y Star. En 1971 se quitó la clase Flying Dutchman, quedando solamente las clases Snipe, Lightning y Finn. En 1975 se añadió de nuevo la clase Flying Dutchman. En 1979 se mantuvieron las clases Snipe, Lightning, a las que se añadieron las clases Laser, Soling y 470.     
Actualmente son:
- Abiero
  - Sunfish
  - Kite
- Masculino
  - RS:X
  - Láser estándar
  - 49er
- Femenino
  - RS:X
  - Láser radial
  - 49erFX
- Mixto
  - Snipe
  - Lightning
  - Nacra 17

## Medallero Histórico
Actualizado Lima 2019
| Núm. | País                                 | Oro | Plata | Bronce | Total |
| ---- | ------------------------------------ | --- | ----- | ------ | ----- |
| 1    | Brasil                               | 39  | 27    | 19     | 85    |
| 2    | Estados Unidos                       | 35  | 30    | 23     | 88    |
| 3    | Argentina                            | 15  | 16    | 25     | 56    |
| 4    | Canadá                               | 11  | 18    | 21     | 50    |
| 5    | Cuba                                 | 4   | 3     | 1      | 8     |
| 6    | Guatemala                            | 4   | 0     | 3      | 7     |
| 6    | Puerto Rico                          | 4   | 0     | 3      | 7     |
| 8    | Chile                                | 3   | 3     | 7      | 13    |
| 9    | México                               | 2   | 8     | 6      | 16    |
| 10   | Venezuela                            | 2   | 1     | 0      | 3     |
| 11   | Bahamas                              | 2   | 0     | 0      | 2     |
| 12   | Ecuador                              | 1   | 1     | 1      | 3     |
| 13   | Uruguay                              | 0   | 5     | 5      | 10    |
| 14   | Bermudas                             | 0   | 3     | 2      | 5     |
| 15   | Islas Vírgenes de los Estados Unidos | 0   | 2     | 0      | 2     |
| 16   | Perú                                 | 0   | 1     | 2      | 3     |
| 17   | Colombia                             | 0   | 1     | 0      | 1     |
| 18   | Aruba                                | 0   | 0     | 1      | 1     |
| 18   | Jamaica                              | 0   | 0     | 1      | 1     |
| 18   | República Dominicana                 | 0   | 0     | 1      | 1     |

- Datos: Q25430613